# Стадион Олимпико
Стадион Олимпико, који се налази у римском спортском комплексу Форо Италико, је највећи стадион у Риму и други највећи у Италији. Осим градских ривала Роме и Лација, на овом стадиону домаће утакмице игра и репрезентација Италије. Отворен је 1937. године, а након реновирања 2008. године стадион има капацитет од 72.000 места.
Северна и јужна трибина стадиона, због свог лучног облика, познатије су под именом Curva Nord и Curva Sud (Curva, итал. - лук, кривина). Северни део стадиона припада Лациовим навијачима, док је југ намењен за Ромине навијаче.
На овом стадиону одржане су Олимпијске игре 1960. године, као и Светско првенство у атлетици 1987. и Светско првенство у фудбалу 1990. године, а стадион ће угостити и финалисте Лиге шампиона 2009. године.
На овом стадиону је одржано финале Европског првенства у фудбалу 1968. у ком је Италија савладала Југославију. Још једно европско првенство је одржано на овом стадиону 1980. У финалној утакмици на овом стадиону репрезентација Западне Немачке је савладала Белгију.